# Liste der Sieger der Grand-Slam-Turniere (Juniorinnendoppel)
Die Liste der Sieger der Grand-Slam-Turniere im Juniorinnendoppel listet alle Grand-Slam-Siegerinnen bei den Tennis-Juniorinnen seit 1930 auf. Das erste Grand-Slam-Turnier in dieser Altersklasse wurde 1930 im Rahmen der Australian Open ausgetragen.

## Wettbewerbe
Farblegende: Grand Slam als Doppel
Grand Slam mit verschiedenen Partnern
| Jahr                 | Australian Open                                     | French Open                                          | Wimbledon                                      | US Open                               |
| -------------------- | --------------------------------------------------- | ---------------------------------------------------- | ---------------------------------------------- | ------------------------------------- |
| 1930                 | Emily Hood Nell Hall                                |                                                      |                                                |                                       |
| 1931                 | Emily Westacott Sadie Moon                          |                                                      |                                                |                                       |
| 1932                 | Florrie Francisco Joyce Williams                    |                                                      |                                                |                                       |
| 1933                 | Gwen Stevenson Dorothy Stevenson                    |                                                      |                                                |                                       |
| 1934                 | Enid Chrystal Edna McColl                           |                                                      |                                                |                                       |
| 1935                 | Dorothy Stevenson Nancye Wynne                      |                                                      |                                                |                                       |
| 1936                 | Mary Carter Margaret Wilson                         |                                                      |                                                |                                       |
| 1937                 | Ida Webb Joan Prior                                 |                                                      |                                                |                                       |
| 1938                 | Joyce Wood Alison Burton                            |                                                      |                                                |                                       |
| 1939                 | Joyce Wood Alison Burton                            |                                                      |                                                |                                       |
| 1940                 | Joyce Wood Alison Burton                            |                                                      |                                                |                                       |
| 1941–1945            | keine Austragung                                    |                                                      |                                                |                                       |
| 1946                 | Helen Utz Nancy Reid                                |                                                      |                                                |                                       |
| 1947                 | Veronica Linehan Shirley Jackson                    |                                                      |                                                |                                       |
| 1948                 | Beverley Bligh Gloria Blair                         |                                                      |                                                |                                       |
| 1949                 | Beryl Penrose J. Robbins                            |                                                      |                                                |                                       |
| 1950                 | Pam Southcombe Carmen Borelli                       |                                                      |                                                |                                       |
| 1951                 | Margaret Wallis Jennifer Staley                     |                                                      |                                                |                                       |
| 1952                 | Mary Carter Betty Holstein                          |                                                      |                                                |                                       |
| 1953                 | Mary Carter Barbara Warby                           |                                                      |                                                |                                       |
| 1954                 | Beth Jones Betty Holstein                           |                                                      |                                                |                                       |
| 1955                 | Betty Orton Pat Parmenter                           |                                                      |                                                |                                       |
| 1956                 | Sheila Armstrong Lorraine Coghlan                   |                                                      |                                                |                                       |
| 1957                 | Margo Rayson Vale Roberts                           |                                                      |                                                |                                       |
| 1958                 | Betty Holstein Jan Lehane                           |                                                      |                                                |                                       |
| 1959                 | Jan Lehane Dawn Robberds                            |                                                      |                                                |                                       |
| 1960                 | Lesley Turner Dawn Robberds                         |                                                      |                                                |                                       |
| 1961                 | Robyn Ebbern Madonna Schacht                        |                                                      |                                                |                                       |
| 1962                 | Heather Ross Jill Star                              |                                                      |                                                |                                       |
| 1963                 | Gail Sherriff Patricia McClenaughan                 |                                                      |                                                |                                       |
| 1964                 | Kay Dening Helen Gourlay                            |                                                      |                                                |                                       |
| 1965                 | Helen Gourlay Kerry Melville                        |                                                      |                                                |                                       |
| 1966                 | Karen Krantzcke Patricia Turner                     |                                                      |                                                |                                       |
| 1967                 | Susan Alexander Carol Cooper                        |                                                      |                                                |                                       |
| 1968                 | Lesley Hunt Vicky Lancaster                         |                                                      |                                                |                                       |
| 1969                 | Patricia Edwards Evonne Goolagong                   |                                                      |                                                |                                       |
| 1970                 | Jan Fallis Janet Young                              |                                                      |                                                |                                       |
| 1971                 | Patricia Edwards Janine Whyte                       |                                                      |                                                |                                       |
| 1972                 | Sally Irvine Pam Whytcross                          |                                                      |                                                |                                       |
| 1973                 | Dianne Fromholtz Jenny Dimond                       |                                                      |                                                |                                       |
| 1974                 | Nerida Gregory Jan Hanrahan                         |                                                      |                                                |                                       |
| 1975                 | Diane Evers Nerida Gregory                          |                                                      |                                                |                                       |
| 1976                 | Jan Morton Jan Wilson                               |                                                      |                                                |                                       |
| Januar 1977 Dezember | Kerryn Pratt Amanda Tobin Kerryn Pratt Amanda Tobin |                                                      |                                                |                                       |
| 1978                 | Debbie Freeman Kathy Mantle                         |                                                      |                                                |                                       |
| 1979                 | Linda Cassel Sue Leo                                |                                                      |                                                |                                       |
| 1980                 | Anne Minter Miranda Yates                           |                                                      |                                                |                                       |
| 1981                 | Maree Booth Sharon Hodgkin                          | Sophie Amiach Corinne Vanier                         |                                                |                                       |
| 1982                 | Annette Gulley Kim Staunton                         | Beth Herr Janet Lagasse                              | Penny Barg Beth Herr                           | Penny Barg Beth Herr                  |
| 1983                 | Bernadette Randall Kim Staunton                     | Carin Anderholm Helena Olsson                        | Patty Fendick Patricia Hy                      | Ann Hulbert Bernadette Randall        |
| 1984                 | Louise Field Laryssa Sawtschenko                    | Digna Ketelaar Simone Schilder                       | Caroline Kuhlman Stephanie Rehe                | Mercedes Paz Gabriela Sabatini        |
| 1985                 | Jenny Byrne Janine Thompson                         | Mariana Pérez Patricia Tarabini                      | Louise Field Janine Thompson                   | Andrea Holíková Radomira Zrubáková    |
| 1986                 | keine Austragung                                    | Leila Mes’chi Natallja Swerawa                       | Michelle Jaggard Lisa O’Neill                  | Jana Novotná Radomira Zrubáková       |
| 1987                 | Ann Debries Nicole Provis                           | Natalija Medwedjewa Natallja Swerawa                 | Natalija Medwedjewa Natallja Swerawa           | Meredith McGrath Kimberly Po          |
| 1988                 | Jo-Anne Faull Rachel McQuillan                      | Alexia Dechaume Emmanuelle Derly                     | Jo-Anne Faull Rachel McQuillan                 | Meredith McGrath Kimberly Po          |
| 1989                 | Andrea Strnadová Eva Švíglerová                     | Nicole Pratt Wang Shi-ting                           | Jennifer Capriati Meredith McGrath             | Jennifer Capriati Meredith McGrath    |
| 1990                 | Rona Mayer Limor Zaltz                              | Ruxandra Dragomir Irina Spîrlea                      | Karina Habšudová Andrea Strnadová              | Kristin Godridge Nicole Pratt         |
| 1991                 | Karina Habšudová Barbara Rittner                    | Eva Bes Inés Gorrochategui                           | Catherine Barclay Limor Zaltz                  | Kristin Godridge Kirrily Sharpe       |
| 1992                 | Lindsay Davenport Nicole London                     | Laurence Courtois Nancy Feber                        | Maija Avotins Lisa McShea                      | Lindsay Davenport Nicole London       |
| 1993                 | Joana Manta Ludmila Richterová                      | Laurence Courtois Nancy Feber                        | Laurence Courtois Nancy Feber                  | Nicole London Julie Steven            |
| 1994                 | Corina Morariu Ludmila Varmužová                    | Martina Hingis Henrieta Nagyová                      | Esmé de Villiers Elizabeth Jelfs               | Surina De Beer Chantal Reuter         |
| 1995                 | Corina Morariu Ludmila Varmužová                    | Corina Morariu Ludmila Varmužová                     | Cara Black Aleksandra Olsza                    | Corina Morariu Ludmila Varmužová      |
| 1996                 | Michaela Paštiková Jitka Schönfeldová               | Alice Canepa Giulia Casoni                           | Wolha Barabanschtschykawa Amélie Mauresmo      | Surina De Beer Jessica Steck          |
| 1997                 | Mirjana Lučić Jasmin Wöhr                           | Cara Black Irina Seljutina                           | Cara Black Irina Seljutina                     | Marissa Irvin Alexandra Stevenson     |
| 1998                 | Evie Dominikovic Alicia Molik                       | Kim Clijsters Jelena Dokić                           | Eva Dyrberg Jelena Kostanić                    | Kim Clijsters Eva Dyrberg             |
| 1999                 | Eleni Daniilidou Virginie Razzano                   | Flavia Pennetta Roberta Vinci                        | Dája Bedáňová María Salerni                    | Dája Bedáňová Iroda Toʻlaganova       |
| 2000                 | Anikó Kapros Christina Wheeler                      | María José Martínez Sánchez Anabel Medina Garrigues  | Ioana Gaspar Tetjana Perebyjnis                | Gisela Dulko María Selerni            |
| 2001                 | Petra Cetkovská Barbora Strýcová                    | Petra Cetkovská Renata Voráčová                      | Gisela Dulko Ashley Harkleroad                 | Galina Fokina Swetlana Kusnezowa      |
| 2002                 | Gisela Dulko Angelique Widjaja                      | Anna-Lena Grönefeld Barbora Strýcová                 | Elke Clijsters Barbora Strýcová                | Elke Clijsters Kirsten Flipkens       |
| 2003                 | Casey Dellacqua Adriana Szili                       | Adriana González (Tennisspielerin) Marta Fraga Pérez | Alissa Kleibanowa Sania Mirza                  | wegen schlechtem Wetters gestrichen   |
| 2004                 | Chan Yung-jan Sun Shengnan                          | Kateřina Böhmová Michaëlla Krajicek                  | Wiktoryja Asaranka Wolha Hawarzowa             | Marina Eraković Michaëlla Krajicek    |
| 2005                 | Wiktoryja Asaranka Marina Eraković                  | Wiktoryja Asaranka Ágnes Szávay                      | Wiktoryja Asaranka Ágnes Szávay                | Nikola Fraňková Alissa Kleibanowa     |
| 2006                 | Sharon Fichman Anastassija Pawljutschenkowa         | Sharon Fichman Anastassija Pawljutschenkowa          | Alissa Kleibanowa Anastassija Pawljutschenkowa | Ioana Raluca Olaru Mihaela Buzărnescu |
| 2007                 | Jewgenija Rodina Arina Rodionowa                    | Ksenija Mileuskaja Urszula Radwańska                 | Anastassija Pawljutschenkowa Urszula Radwańska | Ksenija Mileuskaja Urszula Radwańska  |
| 2008                 | Xenija Lykina Anastassija Pawljutschenkowa          | Polona Hercog Jessica Moore                          | Polona Hercog Jessica Moore                    | Noppawan Lertcheewakarn Sandra Roma   |
| 2009                 | Christina McHale Ajla Tomljanović                   | Elena Bogdan Noppawan Lertcheewakarn                 | Noppawan Lertcheewakarn Sally Peers            | Walerija Solowjowa Maryna Zanevska    |
| 2010                 | Jana Čepelová Chantal Škamlová                      | Tímea Babos Sloane Stephens                          | Tímea Babos Sloane Stephens                    | Tímea Babos Sloane Stephens           |
| 2011                 | An-Sophie Mestach Demi Schuurs                      | Irina Chromatschowa Maryna Zanevska                  | Eugenie Bouchard Grace Min                     | Irina Chromatschowa Demi Schuurs      |
| 2012                 | Gabrielle Andrews Taylor Townsend                   | Darja Gawrilowa Irina Chromatschowa                  | Eugenie Bouchard Taylor Townsend               | Gabrielle Andrews Taylor Townsend     |
| 2013                 | Ana Konjuh Carol Zhao                               | Barbora Krejčíková Kateřina Siniaková                | Barbora Krejčíková Kateřina Siniaková          | Barbora Krejčíková Kateřina Siniaková |
| 2014                 | Anhelina Kalinina Jelisaweta Kulitschkowa           | Ioana Decu Ioana Loredana Roșca                      | Tami Grende Ye Qiuyu                           | İpek Soylu Jil Teichmann              |
| 2015                 | Miriam Kolodziejová Markéta Vondroušová             | Miriam Kolodziejová Markéta Vondroušová              | Dalma Gálfi Fanny Stollár                      | Viktória Kužmová Alexandra Pospelowa  |
| 2016                 | Anna Kalinskaja Tereza Mihalíková                   | Paula Arias Manjón Olga Danilović                    | Usue Maitane Arconada Claire Liu               | Jada Hart Ena Shibahara               |
| 2017                 | Bianca Andreescu Carson Branstine                   | Bianca Andreescu Carson Branstine                    | Olga Danilović Kaja Juvan                      | Olga Danilović Marta Kostjuk          |
| 2018                 | Liang En-shuo Wang Xinyu                            | Catherine McNally Iga Świątek                        | Wang Xinyu Wang Xiyu                           | Catherine McNally Cori Gauff          |
| 2019                 | Natsumi Kawaguchi Adrienn Nagy                      | Chloe Beck Emma Navarro                              | Savannah Broadus Abigail Forbes                | Kamilla Bartone Oxana Selechmetjewa   |
| 2020                 | Alexandra Eala Priska Madelyn Nugroho               | Eleonora Alvisi Lisa Pigato                          | Ausgefallen, COVID-19-Pandemie                 | Ausgefallen, COVID-19-Pandemie        |
| 2021                 | Ausgefallen, COVID-19-Pandemie                      | Alexandra Eala Oxana Selechmetjewa                   | Kryszina Dsmitruk Diana Schneider              | Ashlyn Krueger Robin Montgomery       |
| 2022                 | Clervie Ngounoue Diana Schneider                    | Sára Bejlek Lucie Havlíčková                         | Rose Marie Nijkamp Angella Okutoyi             | Lucie Havlíčková Diana Schneider      |
| 2023                 | Renáta Jamrichová Federica Urgesi                   | Tyra Caterina Grant Clervie Ngounoue                 | Alena Kovačková Laura Samsonová                | Mara Gae Anastassija Gurjewa          |
| 2024                 | Tyra Caterina Grant Iva Jovic                       | Renáta Jamrichová Tereza Valentová                   | Tyra Caterina Grant Iva Jovic                  | Malak El Allami Emily Sartz-Lunde     |
| 2025                 | Annika Penickova Kristina Penickova                 | Eva Bennemann Sonja Zhenikhova                       | Kristina Penickova Vendula Valdmannová         |                                       |

## Nationenwertung
Diese Liste führt solche Nationen an, die mindestens fünf Grand-Slam-Titel gewonnen haben.
| Platz | Land                        | gesamt | Australian Open | French Open | Wimbledon | US Open |
| ----- | --------------------------- | ------ | --------------- | ----------- | --------- | ------- |
| 1.    | Australien                  | 130    | 111             | 3           | 11        | 5       |
| 2.    | Vereinigte Staaten          | 65     | 13              | 9           | 18        | 25      |
| 3.    | Tschechien Tschechoslowakei | 43     | 12              | 12          | 9         | 10      |
| 4.    | Sowjetunion Russland        | 34     | 9               | 9           | 7         | 9       |
| 5.    | Belgien                     | 13     | 2               | 5           | 3         | 3       |
| 6.    | Argentinien                 | 10     | 1               | 3           | 2         | 4       |
| 7.    | Belarus                     | 9      | 1               | 2           | 5         | 1       |
| 7.    | Rumänien                    | 9      | —               | 5           | 1         | 3       |
| 7.    | Ungarn                      | 9      | 2               | 2           | 4         | 1       |
| 10.   | Kanada                      | 8      | 3               | 3           | 2         | —       |
| 10.   | Niederlande                 | 8      | 1               | 3           | 1         | 3       |
| 12.   | Italien                     | 7      | 1               | 6           | —         | —       |
| 12.   | Slowakei                    | 7      | 4               | 2           | —         | 1       |
| 14.   | Frankreich                  | 6      | 1               | 4           | 1         | —       |
| 14.   | Spanien                     | 6      | —               | 6           | —         | —       |
| 16.   | Volksrepublik China         | 5      | 2               | —           | 3         | —       |
| 16.   | Deutschland                 | 5      | 2               | 3           | —         | —       |
| 16.   | Polen                       | 5      | —               | 2           | 2         | 1       |
| 16.   | Ukraine                     | 5      | 1               | 1           | 1         | 2       |